# Marrachí
Marrachí (catalansk: Marratxí) er en kommune i det østlige Spanien på øen Mallorca i provinsen De Baleariske Øer. Den har et indbyggertal på 40.079 (2024) indbyggere.